# Цекцын (гмина)
Цекцын (пол. Cekcyn) — сельская гмина (волость) в Польше, входит как административная единица в Тухольский повет, Куявско-Поморское воеводство. Население — 6500 человек (на 2006 год).

## Сельские округа
1. Бжозе
2. Цекцын
3. Ивец
4. Кшивогонец
5. Людвихово
6. Мале-Гацно
7. Новы-Сумин
8. Острово
9. Тшебцины
10. Вельке-Будзиска
11. Высока
12. Залесе
13. Здрое
14. Зелёнка

## Прочие поселения
1. Бешево
2. Блондзим
3. Блондзим-Двожец
4. Цекцынек
5. Дембовец
6. Голомбек
7. Хута
8. Еленя-Гура
9. Келпиньски-Мост
10. Кнея
11. Косово
12. Ковальске-Блота
13. Крушка
14. Лисины
15. Любевице
16. Любиньск
17. Лосины
18. Мадера
19. Мала-Хута
20. Мале-Будзиска
21. Миколайске
22. Окерск
23. Оконинек
24. Пила-Млын
25. Пляскож
26. Пустельня
27. Рудзки-Млын
28. Сарнувек
29. Сиве-Багно
30. Скрайна
31. Славно
32. Совинец
33. Стары-Сумин
34. Стары-Вежхуцин
35. Сухом
36. Щучанек
37. Шкляна-Хута
38. Свит
39. Вельке-Гацно
40. Вельке-Коральске-Блота
41. Вежхляс
42. Вежхуцин
43. Вжосовиско
44. Замарте

## Соседние гмины
1. Гмина Гостыцын
2. Гмина Льняно
3. Гмина Любево
4. Гмина Осе
5. Гмина Сливице
6. Гмина Тухоля